# Elecciones parlamentarias de Camerún de 2013
Las elecciones parlamentarias de Camerún de 2013 fueron una elecciones legislativas que tuvieron lugar en este país el 30 de septiembre de 2013.

## Marco político
La situación política de Camerún estaba bastante agitada, llegando a haber una controversia por las extrañas elecciones. Los líderes cristianos y musulmanes se reunieron con Samuel Fonkam Azu'u, con el fin de proponerle impulsar las reformas que la oposición lleva tiempo proponiendo.
Las medidas que la oposición propone incluyen: 
- Registro biométrico de los votantes..
- Una sola papeleta para las elecciones presidenciales.
- La elegibilidad de los candidatos independientes.
- La bajada de la edad mínima para votar de 20 a 18 años.
- Recopilación de unos registros de votantes.
- Las elecciones presidenciales a dos vueltas.
- El establecimiento de un calendario electoral firme.
- La "armonización" de las leyes electorales y una comisión electoral "verdaderamente independiente".

El presidente Azu'u y el primer ministro Philemon Yang y luego trabajaron con varios líderes de partidos políticos, así como líderes religiosos, líderes de grupos tradicionales y oficiales del servicio exterior, todo ello con el fin de crear un código electoral. 
Modibo Bello Bouba, el vicepresidente de la Junta Islámica, dijo que "...es nuestro deber como siervos de Allah garantizar que la verdad, la transparencia y la justicia reinan en nuestro país, y esto comienza con unas elecciones en las que cada voto cuenta", estas declaraciones fueron apoyadas por el reverendo Sebastian Wongo Behong, el secretario general de la Conferencia Episcopal de Camerún y el reverendo Robert Ngoyek, el presidente del Consejo de Iglesias Protestantes. 
Behong dijo que "muchos países democratizadores han ido con frecuencia en el caos debido a las elecciones mal organizadas". Con esto quería hablar sobre las malas prácticas electorales que se observan con frecuencia en Camerún, las cuales podrían estar llevando al país hacia un precipicio.
- Datos: Q5026486